# David M. Lee
David Morris Lee (Rye, 20 gennaio 1931) è un fisico statunitense, premio Nobel per la fisica nel 1996 assieme a Douglas Osheroff e Robert Coleman Richardson per la scoperta della superfluidità dell'elio-3..